# 豊崎 (大阪市)
豊崎（とよさき）は、大阪府大阪市北区の町名。現行行政地名は豊崎一丁目から豊崎七丁目。
本項では町名の由来となった、かつての西成郡豊崎町（とよさきちょう）についても述べる。

## 地理
東は本庄西、南東に中崎、南に中崎西、鶴野町、茶屋町、芝田、西に中津、北に西中島と隣接している。

### 河川
- 淀川

## 歴史
現行住居表示の豊崎は、かつて存在した西成郡豊崎町の西部に当たる。孝徳天皇の難波長柄豊碕宮の比定地であったことに由来するが、後年の発掘調査により、比定地は中央区法円坂が有力になっている。

### 沿革
- 1889年（明治22年）4月1日 - 町村制の施行により、西成郡南浜村・本庄村・北長柄村・南長柄村・国分寺村が合併して豊崎村が発足。
- 1897年（明治30年）4月1日 - 大阪市第一次市域拡張により、豊崎村大字南浜・本庄のそれぞれ一部と国分寺の全域が大阪市へ編入され、北区豊崎大字南浜・本庄・国分寺となる。同じく一部が大阪市へ編入された西成郡川崎村の残余を編入し、大字川崎を追加。
- 1900年（明治33年） - 北区へ編入された豊崎村・川崎村の旧村域に以下の町名が成立（一部は天神橋筋・天満橋筋に編入）。
  - 南浜町・本庄西権現町・本庄東権現町・本庄葉村町・本庄横道町・本庄中野町・本庄黒崎町・本庄浮田町・天神橋筋西・天神橋筋東・天満橋筋西・樋之口上之町・樋之口下之町
- 1912年（明治45年）1月1日 - 豊崎村が町制を施行し、西成郡豊崎町となる。
- 1924年（大正13年） - 北区が以下の町名に改編。
  - 浜崎町・鶴野町・舟場町・道本町・葉村町・万歳町・山崎町・中崎町・黒崎町・浮田町・浪花町・天神橋筋・吉山町・池田町・北錦町・南錦町・国分寺町・天満橋筋・樋之口町。
- 1925年（大正14年）4月1日 - 大阪市第二次市域拡張により、西成郡豊崎町が大阪市へ編入され、東淀川区南浜町・本庄町・川崎町・北長柄町・南長柄町となる。
- 1927年（昭和2年） - 東淀川区が以下の町名に改編。
  - 豊崎西通・豊崎東通・南浜町・本庄西通・本庄中通・本庄東通・本庄川崎町・天神橋筋・長柄西通・長柄中通・長柄東通・長柄浜通。
- 1943年（昭和18年）4月1日 - 東淀川区へ編入された豊崎町の旧町域が大淀区へ転属。同時に北区との境界が変更され、境界付近の町名が両区にまたがる。
- 1944年（昭和19年） - 北区が両区にまたがる町名の一部を改編し、以下の町名が成立。
  - 東和町（もと豊崎西通の北区側）・豊宮町（もと豊崎東通の北区側）・豊島町（もと南浜町の北区側）・菅栄町（もと国分寺町の北区側）。
- 1977年（昭和52年） - 大淀区が現行住居表示を実施し、以下の町名が成立。
  - 豊崎・本庄西・本庄東・天神橋・長柄西・長柄中・長柄東・国分寺。
  - 現行住居表示の豊崎は旧町名の豊崎西通・豊崎東通・南浜町におおむね該当する。
- 1978年（昭和53年） - 北区が現行住居表示を実施し、以下の町名が成立。
  - 中崎西・中崎・浮田・天神橋・錦町・天満橋。
- 1989年（平成元年）2月13日 - 北区と大淀区の合区により、全域北区に所属。

### 産業
農業
『大日本篤農家名鑑』によれば豊崎村の篤農家は「平野照五郎、足立元次郎、横江安次郎、木下重次郎」などがいた。

## 世帯数と人口
2019年（平成31年）3月31日現在の世帯数と人口は以下の通りである。
| 丁目       | 世帯数    | 人口    |
| ---------- | --------- | ------- |
| 豊崎一丁目 | 712世帯   | 1,046人 |
| 豊崎二丁目 | 437世帯   | 560人   |
| 豊崎三丁目 | 372世帯   | 541人   |
| 豊崎四丁目 | 963世帯   | 1,542人 |
| 豊崎五丁目 | 476世帯   | 680人   |
| 豊崎六丁目 | 491世帯   | 823人   |
| 豊崎七丁目 | 517世帯   | 838人   |
| 計         | 3,968世帯 | 6,030人 |

### 人口の変遷
国勢調査による人口の推移。
| 1995年（平成7年）  | 4,447人 | [ 6 ]  |  |
| 2000年（平成12年） | 4,400人 | [ 7 ]  |  |
| 2005年（平成17年） | 4,638人 | [ 8 ]  |  |
| 2010年（平成22年） | 5,311人 | [ 9 ]  |  |
| 2015年（平成27年） | 6,146人 | [ 10 ] |  |

### 世帯数の変遷
国勢調査による世帯数の推移。
| 1995年（平成7年）  | 2,030世帯 | [ 6 ]  |  |
| 2000年（平成12年） | 2,310世帯 | [ 7 ]  |  |
| 2005年（平成17年） | 2,556世帯 | [ 8 ]  |  |
| 2010年（平成22年） | 3,219世帯 | [ 9 ]  |  |
| 2015年（平成27年） | 3,783世帯 | [ 10 ] |  |

## 学区
市立小・中学校に通う場合、学区は以下の通りとなる。北区内の全ての市立中学校と、大阪市内の小中一貫校が対象で学校選択が可能（抽選を実施）。
| 丁目       | 番   | 小学校             | 中学校             |
| ---------- | ---- | ------------------ | ------------------ |
| 豊崎一丁目 | 全域 | 大阪市立豊崎小学校 | 大阪市立豊崎中学校 |
| 豊崎二丁目 | 全域 | 大阪市立豊崎小学校 | 大阪市立豊崎中学校 |
| 豊崎三丁目 | 全域 | 大阪市立豊崎小学校 | 大阪市立豊崎中学校 |
| 豊崎四丁目 | 全域 | 大阪市立豊崎小学校 | 大阪市立豊崎中学校 |
| 豊崎五丁目 | 全域 | 大阪市立豊崎小学校 | 大阪市立豊崎中学校 |
| 豊崎六丁目 | 全域 | 大阪市立豊崎小学校 | 大阪市立豊崎中学校 |
| 豊崎七丁目 | 全域 | 大阪市立豊崎小学校 | 大阪市立豊崎中学校 |

## 事業所
2016年（平成28年）現在の経済センサス調査による事業所数と従業員数は以下の通りである。
| 丁目       | 事業所数  | 従業員数 |
| ---------- | --------- | -------- |
| 豊崎一丁目 | 58事業所  | 339人    |
| 豊崎二丁目 | 119事業所 | 1,123人  |
| 豊崎三丁目 | 471事業所 | 8,105人  |
| 豊崎四丁目 | 68事業所  | 1,052人  |
| 豊崎五丁目 | 166事業所 | 3,219人  |
| 豊崎六丁目 | 51事業所  | 1,004人  |
| 豊崎七丁目 | 39事業所  | 240人    |
| 計         | 972事業所 | 15,082人 |

## 施設
- ピアスタワー
- 大阪市立豊崎小学校
- カトリック大阪梅田教会
- 豊崎神社
- 源光寺
- 玉圓寺
- 提法寺
- 円乗寺
- 豊崎北公園
- 豊崎東公園
- 豊崎中公園
- 豊崎西公園
- ホテルコムズ大阪
- 西日本ジェイアールバス大阪北営業所

かつて存在した施設
- ラマダホテル大阪（東洋ホテル） - 2013年閉館[13]。

## 交通

### 鉄道
- Osaka Metro御堂筋線 中津駅（駅そのものは中津にある）
- 駅はないがJR西日本の東海道本線（JR京都線）および梅田貨物線が通る。

### バス
- 大阪シティバス

## その他

### 日本郵便
- 〒531-0072[3]（集配局：大阪北郵便局[14]）